# Asté
Asté ist eine französische Gemeinde im Département Hautes-Pyrénées in der Region Okzitanien (vor 2016: Midi-Pyrénées). Sie gehört zum Arrondissement Bagnères-de-Bigorre und zum Kanton La Haute-Bigorre. Sie hat 572 Einwohner (Stand: 1. Januar 2022), die Astérois genannt werden.

## Geografie
Asté liegt in der historischen Region Bigorre am Fluss Adour. Umgeben wird Asté von den Nachbargemeinden Gerde und Lies im Norden, Marsas und Banios im Norden und Nordosten, Asque im Osten und Nordosten, Esparros im Osten, Campan im Süden, Beaudéan im Südwesten sowie Bagnères-de-Bigorre im Westen.

## Bevölkerungsentwicklung
| Jahr                       | 1962 | 1968 | 1975 | 1982 | 1990 | 1999 | 2006 | 2018 |
| Einwohner                  | 604  | 563  | 513  | 504  | 456  | 484  | 520  | 566  |
| Quellen: Cassini und INSEE |      |      |      |      |      |      |      |      |

## Sehenswürdigkeiten

Kirche Saint-Saturnin

- Kirche Saint-Saturnin
- Kapelle Notre-Dame-de-Médoux